# Walnut Grove (Califòrnia)
Walnut Grove és una concentració de població designada pel cens dels Estats Units a l'estat de Califòrnia. Segons el cens del 2000 tenia 669 habitants.

## Demografia
Segons el cens del 2000, Walnut Grove tenia 669 habitants, 245 habitatges, i 159 famílies. La densitat de població era de 83,1 habitants/km².
Dels 245 habitatges en un 31% hi vivien nens de menys de 18 anys, en un 43,3% hi vivien parelles casades, en un 15,5% dones solteres, i en un 35,1% no eren unitats familiars. En el 31% dels habitatges hi vivien persones soles el 14,3% de les quals corresponia a persones de 65 anys o més que vivien soles. El nombre mitjà de persones vivint en cada habitatge era de 2,73 i el nombre mitjà de persones que vivien en cada família era de 3,46.
Per edats la població es repartia de la següent manera: un 25,3% tenia menys de 18 anys, un 11,4% entre 18 i 24, un 28,1% entre 25 i 44, un 18,4% de 45 a 60 i un 16,9% 65 anys o més.
L'edat mediana era de 35 anys. Per cada 100 dones de 18 o més anys hi havia 96,9 homes.
La renda mediana per habitatge era de 40.179 $ i la renda mediana per família de 39.667 $. Els homes tenien una renda mediana de 41.563 $ mentre que les dones 23.417 $. La renda per capita de la població era de 14.939 $. Entorn del 14% de les famílies i l'11,3% de la població estaven per davall del llindar de pobresa.

## Poblacions properes
El següent diagrama mostra les poblacions més properes.